# Elbow Cay
Elbow Cay est une caye de 13 km de long située dans les îles Abacos aux Bahamas. Initialement peuplé par des loyalistes britanniques fuyant les États-Unis d'Amérique nouvellement indépendants en 1785, l'île a survécu grâce à la pêche, à la construction de bateaux et au sauvetage. Son village principal, Hope Town, entoure un port protégé avec un phare mis en service en 1864.

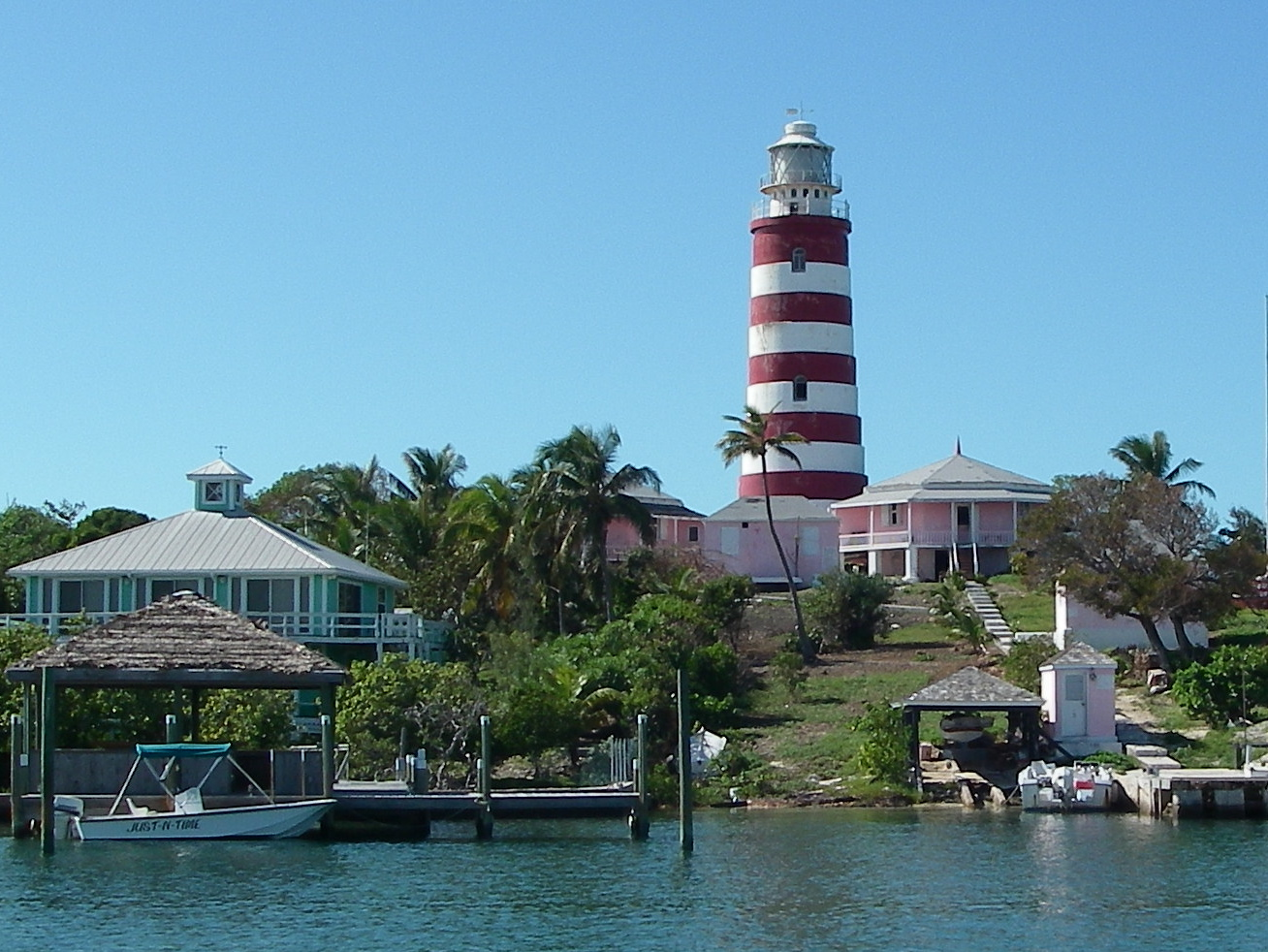
Phare d'Elbow Cay